# Henry Giroux
Henry A. Giroux (Providence, 18 de setembre del 1943) és un professor i acadèmic estatunidenc, pioner en el camp de la pedagogia crítica. És molt conegut pels seus treballs pioners sobre la pedagogia pública, estudis culturals, estudis juvenils, ensenyaments superiors, estudis sobre els mitjans de comunicació i la teoria crítica. El seu pensament es basa a promoure el pensament crític de l'alumne mitjançant les estratègies didàctiques tenint en compte un context de democràcia, justícia social, poder, cultura i comunitat.

## Biografia
Henry és fill d'Armand i Alice Giroux, emigrants canadencs als Estats Units. Giroux es va llicenciar a la Universitat de Maine, va rebre el màster a la Universitat Estatal Appalachian i, el 1977, va rebre el doctorat a la Universitat Carnegie Mellon. Entre el 1968 i el 1975 va treballar com a mestre en un institut de secundària de Barrington, impartint classes d'història i matemàtiques. Va ser a la Universitat de Boston on, entre el 1977 i el 1983, es va iniciar com a docent en l'àrea d'educació. L'any 1983 es va traslladar a la Universitat de Miami, a Oxford, Ohio, on va obtenir el renom de 'scholar in residence' i també va ocupar el lloc de director al Centre per l'Educació i Estudis Culturals (Center of Education and Cultural Studies) fins al 1992. Aquest mateix any va iniciar en la Universitat de Pennsylvania una nova etapa en la seva vida acadèmica com a catedràtic i director del Fòrum Waterbyur en Educació i Estudis Culturals. L'any 2004 es va incorporar al campus de la Universitat McMaster, on actualment ostenta la càtedra de Cadenes globals de televisió en la carrera de Ciències de la Comunicació. Al maig del 2005, va rebre el doctorat honorari en lletres per part de la Universitat Memorial de Canadà.
Actualment viu a Hamilton, Ontario a Canadà amb la seva dona la doctora Susan Searls Giroux.

## El seu pensament

### La pedagogia crítica
Giroux és un crític de la cultura establerta als Estats Units, arrelada als circuits del mercat, que presenta com a base de socialització en valors democràtics molt pobres, orientats a la reproducció dels mites que descriuen la realitat i la història nord-americana.
Denuncia els imperis culturals i mediàtics com els causants de la desaparició de l'espai públic i l'empobriment general dels nord-americans des de la infància fins als més joves. Els nens i joves apareixen com a objectiu principal de les indústries, però també com a víctimes dels consums que aquestes ofereixen.
En establir una relació entre els estudis sobre educació i cultura, descriu els efectes negatius sobre la socialització cívica a la fase escolar de la impregnació ambiental que despleguen les corporacions mediàtiques-culturals
Henry Giroux, de la mateixa manera que Peter McLaren i Michael Apple, és un dels principals exponents de la pedagogia crítica als Estats Units, que es nodreix, bàsicament, de dues fonts teòriques: el postmodernisme crític i la pedagogia crítica. El primer d'ells planteja la necessitat de desterritorialitzar el pla de la comprensió cultural i, en conseqüència, el rebuig de la idea d'un subjecte unificat i racional; per això es proposa com a estratègia central la crítica de les diverses formes de representacions i significats que reclamen un estatus transcendental i transhistòric. La pedagogia crítica veu l'educació com una pràctica política, social i cultural alhora que es planteja com a objectius centrals el qüestionament de les formes de subordinació que creen injustícies, el repudi a les relacions de classes que descarten la diferència, i el rebuig a la subordinació del propòsit de l'escolarització a consideracions econòmiques. La unió d'aquestes dues fonts teòriques va permetre a Henry Giroux formular el seu plantejament de la pedagogia dels límits o pedagogia crítica. La pedagogia crítica estableix com a fins educatius centrals desenvolupar formes de transgressió a partir de les quals sigui possible desafiar i redefinir els límits existents, desenvolupar condicions en les quals els estudiants puguin llegir i escriure dins i en contra dels codis culturals existents i crear espais per a produir noves formes de coneixement, subjectivitat i identitat. Per aconseguir els seus objectius accentua el llenguatge de lo polític a l'examinar com les institucions, el coneixement i les relacions socials s'inscriuen al poder de forma diferent, però també examina el llenguatge de el què és ètic per comprendre com les relacions socials i els espais desenvolupen judicis que exigeixen i conformen diferents modes de resposta a l'altre.

### La innocència robada

#### El poder empresarial i la cultura de la vida quotidiana
Les idees principals del pensament de Henry Giroux es veuen reflectides en el llibre La innocència robada, on es queixa de les poques oportunitats de les que gaudeixen els nens i les cada vegada més reduïdes esferes públiques a disposició dels nens perquè s'experimentin com a agents crítics. Els polítics només se centren en els nens blancs i rics, no tenen en compte als nens de color i pobres. També parla dels concursos de bellesa infantils, els quals considera que acaben amb la innocència dels nens, ja que utilitzen als nens per a produir plaer als adults i per a explotar-los comercialment. Aquests concursos de bellesa impedeixen als nens relacionar-se amb altres nens i, a més, fan que perdin confiança amb ells mateixos, sobretot quan no resulten guanyadors, ja que tenen un nivell d'exigència molt alt. Giroux ressalta la importància d'ensenyar als nens a organitzar moviments socials per a boicotejar a les empreses que realitzin pràctiques abusives respecte als nens.
Un altre aspecte del qual es fa referència en el llibre és la comercialització de la cultura, cada vegada més configurada pel mercat. Es produeix un subjecte social consumidor en lloc de crític. Les revistes de moda, aprofitant-se de la seva gran influència en la població promovien el consum d'heroïna mostrant-la com una cosa sexy i elegant. La industria de la moda particularment, no és responsable de causar l'addicció dels joves a l'heroïna en aquest país, però és políticament i moralment responsable de legitimar la cultura de l'addicció com un mitjà per vendre un estil de vida, a més de legitimar una responsabilitat moral contra els pobres o els més perjudicats. Aquesta 'estètica de l'heroïna' mostra una societat que es burla del pobre, discrimina cada vegada més als joves considerant-los com a símbols de degeneració social, i fa la guerra contra la gent de color.
Giroux ens mostra com les escoles públiques d'aquell moment, per culpa de l'escassetat econòmica, es van veure obligades a llogar espais públics de les escoles, com els patis, les parets dels passadissos i inclús els llibres de text dels alumnes per tal que les grans empreses com Nike o Mc Donalds anunciessin seus productes. Les grans empreses mitjançant els anuncis que es reproduïen a les escoles intentaven ensenyar certes formacions bàsiques sobre com treballar a la seva empresa, i quins eren els seus rols.
En aquell moment es va arribar a pensar que la democràcia era la llibertat de comprar i consumir i els directius escolars passen a ser executius d'empresa, el sistema escolar es transforma en una gran companyia i finalment els estudiants, en clients consumidors.
L'educació també es va veure afectada, ja que un gran nombre de persones creien que l'educació pública no tenia nivell a causa del fracàs escolar fomentat per la pobresa, l'atur, el sexisme, el racisme i les desigualtats socials, i també pel fracàs de l'estudiant causat per la falta d'intel·ligència i per certes patologies. Per tant, van decidir que les escoles s'havien de privatitzar. L'objectiu d'aquesta privatització era que les escoles públiques s'adaptessin a les necessitats del mercat i reflectissin els interessos de la cultura empresarial.

#### Política cultural i pedagogia pública
Un dels grans referents de Giroux va ser Gramsci del qual va extreure i ampliar grans conceptes. Algun d'ells es la gran importància de la cultura dins l'educació i els intel·lectuals, als quals dona una gran importància.
L'educació pública transmet un aspecte empresarial, no compleix la seva promesa de facilitar als joves les destreses i coneixements que necessiten per participar activament en la configuració de la història i l'ordre social vigent. Ara, les escoles ofereixen a les empreses uns mercats nous per anunciar les seves mercaderies en el context d'unes accions més globals per transformar als joves en uns subjectes que es limitin a comprar coses, en comptes de convertir-se en subjectes crítics que participin activament en tots els aspectes de la vida social. Al hora de fer més polític lo educatiu, Giroux diu que el paper d'un educador que sigui pedagògic i críticament radical és evitar ser indiferent. Contràriament, el compromís intel·lectual és un compromís polític, intel·lectual, pedagògic. Tothom viu ara en societat, de manera que ignorar les possibilitats pedagògiques dels llenguatges comuns és extremadament polític.
Per Giroux és important fer més pedagògica la cultura. La pedagogia pública, és fonamental per suscitar qüestions més generals sobre la forma de reproduir idees de la diferència, la responsabilitat cívica i la comunitat. Representa una pràctica moral i política i no un simple procediment tècnic.

## Educació contextualitzada
La idea d'educació contextualitzada per a Henry Giroux es tracta d'aquella que utilitza l'entorn com a recurs pedagògic. Aquesta ha de motivar el coneixement amb el context real de l'individu i que porti més enllà al coneixement, examinant les situacions d'altres ccontextos, examinant les seves contradccions.
Henry Giroux diu que s'ha d'educar en comunitat, és a dir, els continguts de les escoles d'educació bàsica i mitjana han de fer referència als assumptes del voltant, per així, compendre la realitat.
L'estudiant ha d'estar en contacte amb la realitat perquè comparteixi, descobreixi i discuteixi nous significats del medi interactuant amb els problemes del entorn. per això, seria convenient que la metodologia dels programes sigui oberta i dinàmica perquè s'assoleixin els continguts a través de les problemàiques reals.
Els estudiants, en context de la pedagogia crítica són considerats actors responsables de el seu aprenentatge, protagonistes del que han de saber i aprendre, són subjectes actius i democràtics que sota una formació autònoma i la reflexió, qüestionen i critiquen les esferes socials, polítiques i culturals, que, en paraules de Giroux (2003), els estudiants han de ser formats perquè "corrin risc i lluitin, dins de les relacions imperants, perquè puguin ser capaços de modificar el terreny sobre el qual es viu l'existència."

## L'educació segons la pedagogia crítica
Henry Giroux fa una observació a l'ensenyament tradicional, més específicament a l'ensenyament tradicional de la lectura i l'escriptura, el qual ha estat dominat per processos que l'han convertit en una pedagogia purament processual. Així doncs, Henry Giroux, planteja que l'ensenyament de les ciències socials reflecteix un malentès pedagògic per part dels educadors, ja que proporcionen als estudiants una exposició sistemàtica de temes i esdeveniments seleccionats de la història i la cultura humana, la qual cosa no els allunya de la percepció conductista de l'estudiant com a 'tabula rasa'.
La idea de la pedagogia crítica es realitzar un treball educatiu basat en el diàleg que permeti als individus prendre consciència de les condicions d'opressió que puguin existir, amb la finalitat que puguin iniciar una nova construcció de la realitat en la qual no existeixi la dominació ni la desigualtat.
La pràctica de l'educador/a ha de lluitar per una pedagogia crítica que ens doni instruments per assumir-nos com a subjectes de la història.
Són necessaris processos educatius que apropin els temes d'estudi a la realitat immediata dels aprenents i els permetin entendre la seva realitat per transformar-la.
L'aportació de la teoria crítica de l'educació ha estat centrada en la reflexió sobre temes com la validesa de les teories reproduccionistes, l'anàlisi de la desigualtat escolar, treballs sobre teoria curricular, anàlisi ideològic, cultura política, i la democratització de l'escola i l'ensenyança.
Podem parlar de cinc nuclis d'anàlisi en els que es sustenta la teoria crítica de l'educació:
1. L'educació ha de ser exercida per docents que assumeixin el paper d'intel·lectuals reflexius, transformadors i coneixedors dels problemes socials de l'escola. És fonamental que els docents prenguin consciència sobre els problemes que enfronten dia a dia en el seu treball docent i puguin transformar l'ensenyança amb el fi de millorar els processos educatius.
2. El segon està relacionat amb el tema de la desigualtat social, l'explotació i la maldat, establint una crítica al sistema capitalista i a la funció de la institució escolar dins d'aquest sistema. En aquesta forma d'anàlisi és important entendre el funcionament de l'escola com a mecanisme de reproducció social per poder incidir en aquest procés de manera positiva.
3. La idea és democratitzar l'escola i els processos educatius per tal que els estudiants siguin considerats els gestors de l'aprenentatge i es tinguin en compte en les decisions. Això permetrà que els estudiants es formin positivament en la participació política perquè es vinculin com a ciutadans en processos de decisions majors, relacionats amb la vida política fora de l'escola.
4. Les condicions dels actes de parla han de ser democràtiques, de manera que tots els participants puguin plantejar diferents punts de vista i així arribar a un consens mitjançant el diàleg. El consens és un estat clau que permet arribar a acords sobre les possibles accions orientades a la transformació de les condicions socials d'existència.
5. L'últim punt fa referència al concepte d'emancipació, estat ideal en el qual els individus, mitjançant el diàleg, la reflexió i la crítica, poden prendre consciència sobre les seves condicions socials i emancipar-se'n. Aquesta és la funció última que ha de complir l'escola.

## Llibres
- Penna, A., Giroux, H. A., & Pinar, W. (Eds.). (1981). Curriculum and Instruction: Alternatives in Education.
- Giroux, H. A., & Purpel, D. (Eds.). (1983). The Hidden Curriculum and Moral Education.
- Giroux, H. A., & McLaren, P. (Eds.). (1989). Critical Pedagogy, the State, and the Struggle for Culture.
- Giroux, H. A., & Simon, R. (Eds.). (1989). Popular Culture, Schooling & Everyday Life.
- Giroux, H. & Simon, R. (Eds.). (1989). Popular Culture, Schooling & Everyday Life. NuevaYork: Bergin and Garvey Publishers.
- Giroux, H. (1991). Postmodernism, Feminism and Cultural Politics: Rethinking Educational Boundaries. Nova York: State University of New York Press.
- Giroux, H. A. (Ed.). (1991). Postmodernism, Feminism and Cultural Politics: Rethinking Educational Boundaries.
- Giroux, H. A., & McLaren, P. (Eds.). (1994). Between Borders: Pedagogy and Politics in Cultural Studies.
- Giroux, H. & McLaren, P. (Eds.). (1994). Between Borders: Pedagogy and Politics in Cultural Studies. Nueva York/Londres: Routledge.
- Giroux, H. A., & Shannon, P. (Eds.). (1997). Cultural Studies and Education: Towards a Performative Practice.
- Giroux, H. & Shannon, P. (Eds.). (1997). Cultural Studies and Education: Towards a Performative Practic. Nueva York/Londres: Routledge.
- Giroux, H. (2001). Beyond the Corporate University: Culture and Pedagogy in the New Millennium. Lanham, MD: Rowman & Littlefield.
- Giroux, H. A., & Myrsiades, K. (Eds.). (2001). Beyond the Corporate University: Pedagogy, Culture, and Literary Studies in the New Millennium.
- Giroux, H. A. (Eds.). (2001). Stealing Innocence. Youth, Corporate Power and the Politics of Culture.
- Giroux, H. (2004). The Terror of Neoliberalism. Boulder, Colorado: Paradigm.
- Giroux, H. (2005). Take Back Higher Education. Nova York: Palgrave.
- Giroux, H. (2005). Against the New Authoritarianism. Winnipeg, MB: Arbeiter Ring.
- Giroux, H. (2006). America on the Edge. Nova York: Palgrave.
- Giroux, H. (2006). Beyond the Spectacle of Terrorism. Boulder: Paradigm.